# College (Alaska)
College és una concentració de població designada pel cens dels Estats Units a l'estat d'Alaska. Segons el cens del 2007 tenia 13.428 habitants.

## Demografia
Segons el cens del 2000, College tenia 11.402 habitants, 4.104 habitatges, i 2.638 famílies La densitat de població era de 235,8 habitants/km².
Dels 4.104 habitatges en un 37,1% hi vivien nens de menys de 18 anys, en un 48% hi vivien parelles casades, en un 11% dones solteres, i en un 35,7% no eren unitats familiars. En el 25,7% dels habitatges hi vivien persones soles el 3,2% de les quals corresponia a persones de 65 anys o més que vivien soles. El nombre mitjà de persones vivint en cada habitatge era de 2,6 i el nombre mitjà de persones que vivien en cada família era de 3,13.
Per edats la població es repartia de la següent manera: un 26,7% tenia menys de 18 anys, un 16,8% entre 18 i 24, un 29,1% entre 25 i 44, un 22,6% de 45 a 60 i un 4,7% 65 anys o més.
L'edat mediana era de 30 anys. Per cada 100 dones hi havia 107,6 homes. Per cada 100 dones de 18 o més anys hi havia 109,2 homes.
La renda mediana per habitatge era de 56.560 $ i la renda mediana per família de 69.969 $. Els homes tenien una renda mediana de 47.126 $ mentre que les dones 31.495 $. La renda per capita de la població era de 23.381 $. Aproximadament el 4,9% de les famílies i el 8,2% de la població estaven per davall del llindar de pobresa.

## Poblacions més properes
El següent diagrama mostra les poblacions més properes.